# Wereldkampioenschappen schansspringen 2021
De wereldkampioenschappen schansspringen 2021 werden van 24 februari tot en met 6 maart 2021 gehouden in Oberstdorf. 
Nieuw op het programma was de grote schans voor vrouwen.

## Wedstrijdschema
| Datum       | Tijd          | Mannen                | Vrouwen               |
| ----------- | ------------- | --------------------- | --------------------- |
| 24 februari | 18:00         |                       | HS106 (Q)             |
| 25 februari | 17:00         |                       | HS106 individueel     |
| 26 februari | 20:30 / 17:15 | HS106 (Q)             | HS106 landenwedstrijd |
| 27 februari | 16:30         | HS106 individueel     |                       |
| 28 februari | 17:00         | HS106 landenwedstrijd | HS106 landenwedstrijd |
| 2 maart     | 18:00         |                       | HS137 (Q)             |
| 3 maart     | 17:15         |                       | HS137 individueel     |
| 4 maart     | 17:30         | HS137 (Q)             |                       |
| 5 maart     | 17:00         | HS137 individueel     |                       |
| 6 maart     | 17:00         | HS137 landenwedstrijd |                       |

De letters NH en LH staan respectievelijk voor Normal Hill (normale schans) en Large Hill (grote schans). De letters HS staan voor Hillsize waarbij HS106 en HS137 staat voor de afstand in meters van punt van afsprong (de schans) tot het 32-gradenpunt op de landingshelling. Dit punt ligt op elke schans weer anders.

## Uitslagen

### Mannen

#### Individueel
| HS106  | HS106                 | HS106 | HS106             | HS106  |
| #      | Naam                  | Land  | Sprongen          | Punten |
| ------ | --------------------- | ----- | ----------------- | ------ |
| Goud   | Piotr Żyła            | POL   | 105,0 m – 102,5 m | 268,8  |
| Zilver | Karl Geiger           | GER   | 103,5 m – 102,0 m | 265,2  |
| Brons  | Anže Lanišek          | SLO   | 102,5 m – 101,0 m | 261,5  |
| 4      | Halvor Egner Granerud | NOR   | 099,0 m – 103,0 m | 259,7  |
| 5      | Dawid Kubacki         | POL   | 102,0 m – 099,0 m | 257,1  |
| 6      | Robert Johansson      | NOR   | 100,0 m – 101,0 m | 256,5  |
| 7      | Michael Hayböck       | AUT   | 101,0 m – 097,5 m | 253,9  |
| 8      | Bor Pavlovčič         | SLO   | 101,5 m – 098,0 m | 253,4  |
| 9      | Daniel-André Tande    | NOR   | 101,0 m – 098,0 m | 251,6  |
| 10     | Stefan Kraft          | AUT   | 100,5 m – 097,5 m | 251,2  |

| HS137  | HS137            | HS137 | HS137             | HS137  |
| #      | Naam             | Land  | Sprongen          | Punten |
| ------ | ---------------- | ----- | ----------------- | ------ |
| Goud   | Stefan Kraft     | AUT   | 132,5 m – 134,0 m | 276,5  |
| Zilver | Robert Johansson | NOR   | 129,5 m – 135,5 m | 272,1  |
| Brons  | Karl Geiger      | GER   | 132,0 m – 132,0 m | 267,4  |
| 4      | Piotr Żyła       | POL   | 130,5 m – 137,0 m | 264,4  |
| 5      | Anže Lanišek     | SLO   | 126,5 m – 136,5 m | 258,5  |
| 6      | Marius Lindvik   | NOR   | 126,5 m – 131,5 m | 257,2  |
| 7      | Yukiya Sato      | JPN   | 134,0 m – 130,5 m | 256,7  |
| 8      | Daniel Huber     | AUT   | 133,5 m – 123,5 m | 255,3  |
| 9      | Cene Prevc       | SLO   | 129,5 m – 129,5 m | 253,2  |
| 10     | Jan Hörl         | AUT   | 127,0 m – 136,5 m | 245,4  |

#### Team
| HS137  | HS137                                                                   | HS137 | HS137                                                                   | HS137  |
| #      | Naam                                                                    | Land  | Sprongen                                                                | Punten |
| ------ | ----------------------------------------------------------------------- | ----- | ----------------------------------------------------------------------- | ------ |
| Goud   | Pius Paschke Severin Freund Markus Eisenbichler Karl Geiger             | GER   | 136,5 m – 132,0 m 127,5 m – 123,0 m 135,0 m – 138,5 m 133,5 m – 136,0 m | 1046,6 |
| Zilver | Philipp Aschenwald Jan Hörl Daniel Huber Stefan Kraft                   | AUT   | 138,5 m – 136,0 m 136,0 m – 126,5 m 129,0 m – 130,5 m 130,0 m – 133,0 m | 1035,5 |
| Brons  | Piotr Żyła Andrzej Stękała Kamil Stoch Dawid Kubacki                    | POL   | 139,0 m – 139,0 m 122,5 m – 127,0 m 133,0 m – 132,5 m 131,0 m – 127,5 m | 1031,2 |
| 4      | Yukiya Sato Naoki Nakamura Keiichi Sato Ryoyu Kobayashi                 | JPN   | 141,0 m – 137,0 m 129,5 m – 126,5 m 128,5 m – 130,0 m 135,5 m – 128,5 m | 1017,5 |
| 5      | Cene Prevc Peter Prevc Domen Prevc Anže Lanišek                         | SLO   | 141,0 m – 137,0 m 129,5 m – 126,5 m 128,5 m – 130,0 m 135,5 m – 128,5 m | 1010,0 |
| 6      | Marius Lindvik Daniel-André Tande Johann André Forfang Robert Johansson | NOR   | 117,0 m – 133,0 m 119,5 m – 124,5 m 136,0 m – 128,0 m 129,5 m – 134,0 m | 974,1  |
| 7      | Dominik Peter Andreas Schuler Simon Ammann Gregor Deschwanden           | SUI   | 129,0 m – 123,5 m 109,0 m – 108,0 m 127,5 m – 129,0 m 129,0 m – 122,5 m | 856,6  |
| 8      | Jevgeni Klimov Michail Nazarov Ilja Mankov Denis Kornilov               | RSF   | 117,0 m – 121,0 m 122,5 m – 122,0 m 110,0 m – 110,5 m 119,5 m – 118,5 m | 778,2  |

### Vrouwen

#### Individueel
| HS106  | HS106                  | HS106 | HS106             | HS106  |
| #      | Naam                   | Land  | Sprongen          | Punten |
| ------ | ---------------------- | ----- | ----------------- | ------ |
| Goud   | Ema Klinec             | SLO   | 105,0 m – 100,5 m | 279,6  |
| Zilver | Maren Lundby           | NOR   | 102,5 m – 099,5 m | 276,5  |
| Brons  | Sara Takanashi         | JPN   | 104,0 m – 100,0 m | 276,3  |
| 4      | Marita Kramer          | AUT   | 109,0 m – 098,0 m | 275,2  |
| 5      | Nika Križnar           | SLO   | 095,0 m – 097,0 m | 257,5  |
| 6      | Silje Opseth           | NOR   | 093,0 m – 098,0 m | 255,1  |
| 7      | Thea Minyan Bjørseth   | NOR   | 099,5 m – 092,0 m | 252,7  |
| 8      | Daniela Iraschko-Stolz | AUT   | 095,5 m – 095,0 m | 248,0  |
| 9      | Jerneja Brecl          | SLO   | 095,5 m – 094,5 m | 244,6  |
| 10     | Katharina Althaus      | GER   | 091,0 m – 098,0 m | 241,8  |

| HS137  | HS137                  | HS137 | HS137             | HS137  |
| #      | Naam                   | Land  | Sprongen          | Punten |
| ------ | ---------------------- | ----- | ----------------- | ------ |
| Goud   | Maren Lundby           | NOR   | 128,0 m – 130,5 m | 296,6  |
| Zilver | Sara Takanashi         | JPN   | 126,0 m – 134,0 m | 287,9  |
| Brons  | Nika Križnar           | SLO   | 126,0 m – 129,0 m | 287,1  |
| 4      | Marita Kramer          | AUT   | 126,5 m – 127,5 m | 281,9  |
| 5      | Silje Opseth           | NOR   | 124,0 m – 138,0 m | 277,1  |
| 6      | Ema Klinec             | SLO   | 120,0 m – 139,5 m | 273,3  |
| 7      | Irina Avvakoemova      | RSF   | 122,5 m – 126,5 m | 265,7  |
| 8      | Chiara Hölzl           | AUT   | 120,5 m – 133,0 m | 262,6  |
| 9      | Daniela Iraschko-Stolz | AUT   | 116,5 m – 128,0 m | 252,0  |
| 10     | Juliane Seyfarth       | GER   | 118,0 m – 123,0 m | 242,7  |

#### Team
| HS106  | HS106                                                                  | HS106 | HS106                                                                   | HS106  |
| #      | Naam                                                                   | Land  | Sprongen                                                                | Punten |
| ------ | ---------------------------------------------------------------------- | ----- | ----------------------------------------------------------------------- | ------ |
| Goud   | Daniela Iraschko-Stolz Sophie Sorschag Chiara Hölzl Marita Kramer      | AUT   | 097,0 m – 099,5 m 088,0 m – 093,5 m 089,5 m – 096,5 m 102,5 m – 104,0 m | 959,3  |
| Zilver | Nika Križnar Špela Rogelj Urša Bogataj Ema Klinec                      | SLO   | 098,0 m – 106,0 m 093,5 m – 096,5 m 091,5 m – 097,0 m 091,0 m – 095,5 m | 957,9  |
| Brons  | Silje Opseth Anna Odine Strøm Thea Minyan Bjørseth Maren Lundby        | NOR   | 098,0 m – 099,0 m 087,0 m – 091,0 m 093,0 m – 098,5 m 095,5 m – 097,5 m | 942,1  |
| 4      | Yuki Ito Yuka Seto Nozomi Maruyama Sara Takanashi                      | JPN   | 093,5 m – 093,0 m 086,5 m – 087,5 m 087,0 m – 088,0 m 094,5 m – 098,0 m | 877,5  |
| 5      | Anna Rupprecht Juliane Seyfarth Luisa Görlich Katharina Althaus        | GER   | 090,0 m – 094,0 m 088,5 m – 090,5 m 085,0 m – 094,5 m 094,0 m – 094,5 m | 873,1  |
| 6      | Kristina Prokopjeva Sofja Tichonova Irma Machinja Irina Avvakoemova    | RSF   | 079,0 m – 086,0 m 088,0 m – 087,0 m 086,5 m – 087,0 m 091,0 m – 095,5 m | 787,4  |
| 7      | Anna Twardosz Kinga Rajda Joanna Szwab Kamila Karpiel                  | POL   | 087,5 m – 083,0 m 077,0 m – 078,0 m 064,5 m – 071,0 m 081,5 m – 082,0 m | 631,2  |
| 8      | Štěpánka Ptáčková Veronika Jenčová Klára Ulrichová Karolína Indráčková | CZE   | 069,5 m – 069,0 m 076,5 m – 077,0 m 086,5 m – 083,0 m 080,5 m – 080,0 m | 621,5  |

### Gemengd team
| HS106  | HS106                                                              | HS106 | HS106                                                                   | HS106  |
| #      | Naam                                                               | Land  | Sprongen                                                                | Punten |
| ------ | ------------------------------------------------------------------ | ----- | ----------------------------------------------------------------------- | ------ |
| Goud   | Katharina Althaus Markus Eisenbichler Anna Rupprecht Karl Geiger   | GER   | 104,0 m – 099,5 m 100,0 m – 098,5 m 092,5 m – 098,5 m 099,5 m – 099,5 m | 1000,8 |
| Zilver | Silje Opseth Robert Johansson Maren Lundby Halvor Egner Granerud   | NOR   | 103,0 m – 098,5 m 100,5 m – 096,0 m 098,0 m – 101,0 m 094,0 m – 102,0 m | 995,6  |
| Brons  | Marita Kramer Michael Hayböck Daniela Iraschko-Stolz Stefan Kraft  | AUT   | 105,5 m – 103,0 m 098,5 m – 094,5 m 095,5 m – 101,5 m 091,5 m – 101,5 m | 986,5  |
| 4      | Nika Križnar Bor Pavlovčič Ema Klinec Anže Lanišek                 | SLO   | 102,5 m – 100,0 m 097,0 m – 094,5 m 090,5 m – 093,0 m 098,5 m – 104,5 m | 954,8  |
| 5      | Yuki Ito Yukiya Sato Sara Takanashi Ryoyu Kobayashi                | JPN   | 075,0 m – 092,0 m 102,5 m – 098,5 m 099,5 m – 102,0 m 096,0 m – 099,5 m | 940,3  |
| 6      | Anna Twardosz Piotr Żyła Kamila Karpiel Dawid Kubacki              | POL   | 085,0 m – 085,0 m 100,0 m – 093,0 m 078,0 m – 082,0 m 097,0 m – 103,0 m | 837,6  |
| 7      | Irina Avvakoemova Danil Sadrejev Irma Machinja Jevgeni Klimov      | RSF   | 084,5 m – 086,0 m 089,5 m – 095,5m 084,0 m – 091,5 m 092,0 m – 089,0 m  | 805,4  |
| 8      | Karolína Indráčková Viktor Polášek Klára Ulrichová Čestmír Kožíšek | CZE   | 084,0 m – 084,0 m 087,5 m – 092,5 m 087,0 m – 090,0 m 084,5 m – 091,0 m | 777,2  |

### Medailleklassement
| Plaats | Land       | Goud | Zilver | Brons | Totaal |
| 1      | Duitsland  | 2    | 1      | 1     | 4      |
| 1      | Oostenrijk | 2    | 1      | 1     | 4      |
| 3      | Noorwegen  | 1    | 3      | 1     | 5      |
| 4      | Slovenië   | 1    | 1      | 2     | 4      |
| 5      | Polen      | 1    | 0      | 1     | 2      |
| 6      | Japan      | 0    | 1      | 1     | 2      |
| Totaal | Totaal     | 7    | 7      | 7     | 21     |